# Société réaliste
 (janvier 2018).
Société réaliste est un collectif d'artistes actif entre 2004 et 2014.
Il a été fondé par Ferenc Gróf (né à Pécs en 1972 en Hongrie) et Jean-Baptiste Naudy (né en 1982 à Paris en France). Ils vivent et travaillent à Paris.
Depuis 2014, Ferenc Gróf et Jean Baptiste Naudy travaillent individuellement.
Leurs œuvres ont été présentées en France et à l'étranger et font partie de plusieurs collections publiques et privées. Leurs expositions ont notamment eu lieu à Londres, San Francisco, Istanbul et Paris,. Les thématiques abordés par les artistes sont l'histoire, l'économie, l'architecture. Le nom du collectif, « Société réaliste » provient de l'inversion de « Réalisme Socialiste ».

## Principales expositions personnelles
2014
- ‘amal ‘ al-gam’, Acb Gallery, Budapest
- Mottopsy, Tender Pixel, Londres
- Universal Anthem, Tranzit.ro, Cluj

2013
- FIAC, Paris - Galerie Jérôme Poggi
- Universal Anthem, Tranzit.ro, Cluj
- Art International Istanbul, exposition personnelle, Istanbul
- L’art dans les chapelles, Chapelle Houssaye, Pontivy
- Thelema of Nations, Galerie Jérôme Poggi, Paris
- A rough guide to Hell, P!, New York
- The Shape of Orders to Come, Salon de Vortex, Athènes

2012
- Empire, State, Building[7], Ludwig Muzeum, Budapest
- Empire, State, Building, MNAC, Bucarest
- Monotopia, Galerie Michel Rein, Paris
- Komfortkampf, Lokal 30, Varsovie

2011
- Archiscriptons, Anne Mosseri-Marlio Galerie, Zurich
- Empire, State, Building, Jeu de Paume, Paris
- The city amidst the buildings, Akbank Sanat Art Center, Istanbul

2010
- One-way World, Škuc Gallery, Ljubljana
- Cosmopolites de tous les pays encore un effort (public monument), Tivoli Park MGLC/ Aksioma,Ljubljana
- The Fountainhead and other artworks, Platform3, Munich
- Xenolalia, Kisterem, Budapest

2009
- Transitioners: London View, uqbar, Berlin
- Transitioners: London View, Hold & Freight, Londres
- Pligatures, galerie Martine Aboucaya, Paris, 2009
- Over the counter, galerie Buy-Selff Art Club, Marseille

2008
- Transitioners: Le Producteur, your-space / Van Abbemuseum, Eindhoven
- MA: Culture States, exposition des Arts et Techniques appliqués à la vie moderne, Labor Galéria, Budapest

2007
- Transitioners: Le Producteur, La Synagogue de Delme
- Transitioners: Bastille Days collection, Galerie Martine Aboucaya, Paris
- Transitioners, Ze Dos Bois, Lisbonne
- Transitioners, Kunstpavillon, Innsbruck

2006
- MA: Deuxième contact, Bureau d’hypothèses Michel Journiac
- Transitioners, TRAFO Gallery, Budapest

2005
- IGM #3 : Appendix, Espace En Cours, Paris
- IGM #2 : Distal, Usine des Taillandiers, Paris
- IGM #1 : MDCCLXX IX, Karton Gallery, Budapest

## Collections publiques
Principales collections publiques :
- Cité Nationale de l’Histoire de l’Immigration, Paris
- FMAC, Paris
- Fonds Régional d'Art Contemporain île-de-France, Paris
- MAC/VAL, Vitry-sur-Seine
- Fonds National d’art contemporain, Puteaux
- Ludwig Múzeum, Budapest
- MNAC, Bucarest